# 丹尼尔·聂托
丹尼尔·聂托（1970年—）是一位英国生物学家、社会学家和行为科学家，专攻进化心理学，主要作品有《语言的多样性》（Linguistic Diversity）等。